# ミャンマーの国旗
ミャンマーの国旗（ミャンマーのこっき）は、上から黄色、緑、赤に塗られた三色旗の上に、大きな白星が描かれている旗。

## 解説
現行の国旗は2010年10月21日に軍事政権下で制定された。黄色は国民の団結、緑は平和と豊かな自然環境、赤は勇気と決断力を象徴し、三色の帯にまたがる白星はミャンマーが地理的・民族的に一体化する意義を示している。この三色旗は日本が第二次世界大戦中に建国したビルマ国の国旗と同じだが、ビルマ国は国旗の中心に白星ではなく、コンバウン朝の印章だった緑色の孔雀をデザインしていた。またミャンマー国旗改定以前より、ミャンマーの少数民族シャン族の州であるシャン州の州旗は、同様の配色である三色地に白丸というデザインである。

シャン州旗

### 旧国旗
独立当初のビルマ連邦の国旗（1948年 - 1974年）では、青い区画の中に大きな白星とそれをとりかこむ5つの小さな白星がデザインされており、大きな白星はビルマ諸民族の団結を、周囲の白星は国内の主要な五民族を表していた。また国旗に使われるそれぞれの色は、白が純潔、青が平和と誠実、赤が勇気と団結を象徴している。（縦横比は異なるが、中華民国の国旗と似たデザインである。）
ネ・ウィン将軍がビルマ連邦を打倒してビルマ連邦社会主義共和国を成立させると、1974年1月3日に国旗のデザインも変更された。赤地の軸側上部に青い長方形が入った、1948年の独立以来の旧国旗と大枠は変わらなかったが、青い区画の中の意匠は「歯車の上に稲穂」というものに変わった。これらは社会主義の象徴であり、ミャンマーの主産業である工業と農業を、またイデオロギー的には労働者と農民を表している。その周りを囲む14の星はミャンマーの7つの管区（タイン）と7つの州（ピーネー）を表すとされた。同時に国章も歯車を加えるように変更されている。
1974年に制定された2番目の国旗は、1988年の国家法秩序回復評議会（SLORC）によるクーデター後も、ミャンマー連邦の国旗として2010年まで使用された。だが、SLORCによる軍事政権は8888民主化運動を弾圧して成立し、当初公約していた1990年ミャンマー総選挙の結果に基づく民政復帰を拒否した。そのため、アウンサンスーチーやNCGUBなど軍事政権の正当性を否定する側は、共和制時代のビルマ連邦（Union of Burma）の国旗（独立後最初の国旗）を、ミャンマー民主化の象徴として使用していた。

?コンバウン王朝時代の旗（1752年- 1886年）
?英領インド（植民地）時代の旗（1824年- 1937年）
?英領インド時代の商船旗（1824年- 1937年）
?英領ビルマ（植民地）時代の旗 （1939年- 1941年、1945年- 1948年）
?英領ビルマ時代の旗 （1941年- 1942年）
?英領ビルマ時代の総督旗
?日本軍占領下のビルマ（1942年- 1943年）
?日本の指導下で建てられたビルマ国の国旗（1943年）
?ビルマ国の国旗（1943年- 1945年）
?ビルマ国の国旗（1945年）
?ビルマ連邦時代の国旗（1948年- 1974年）。後にNCGUB等も使用（1990年 - 2012年）。縦横比 6:11
?同上。別タイプ。
?ビルマ連邦時代の商船旗（1948年- 1974年）
?ビルマ連邦社会主義共和国・ミャンマー連邦（軍事政権）時代の国旗（1974年- 2010年）。縦横比 5:9
?ビルマ連邦社会主義共和国・ミャンマー連邦時代の商船旗（1974年- 2010年）。